# 久長村
久長村（ひさながそん）は、鳥取県八上郡にあった自治体である。

## 概要
現在の鳥取市河原町河原・河原町渡一木（わたりひとつぎ）・河原町谷一木（たにひとつぎ）・河原町長瀬、および河原町鮎ヶ丘（元は長瀬の小字であった）に相当する。千代川と支流の八東川合流付近に位置した。
藩政時代には鳥取藩領の八上郡岩田下庄（いわたしものしょう）に属する河原村・渡一木村・谷一木村・長瀬村があった。
隣接する三保村とは共同で組合役場を設置していたが、人情的に差異なく2村のままでは後来の利益にならないとの理由から、村発足から約4年で合併した。

## 沿革
- 享和3年（1803年） - 谷一木村から枝郷の河原村を分村[5]。
- 1876年（明治9年）8月21日 - 島根県の管轄になる。
- 1880年（明治13年）12月 - 八上智頭八東郡役所を河原村に設置[6]。
- 1881年（明治14年）9月12日 - 鳥取県再置。
- 1883年（明治16年）3月 - 連合戸長役場を河原村に設置。
- 1886年（明治19年）12月27日 - 郡役所位置を郡家村（後の賀茂村大字郡家）に変更[6][7]。
- 1889年（明治22年）10月1日 - 町村制の施行により、河原村・渡一木村・谷一木村・長瀬村が合併して村制施行し、八上郡久長村が発足。旧村名を継承した4大字を編成。三保村との組合役場を河原村に設置[3][8]。
- 1893年（明治26年）12月1日 - 三保村と合併して河原村が発足。同日久長村廃止[3]。

## 行政

### 戸長
- 河原村外14ヶ村連合戸長役場：遠藤多平[3][9]
管轄区域：河原村・渡一木村・谷一木村・長瀬村（後の久長村）、袋河原村・布袋村・稲常村（後の三保村）、山手村・郷原村・三谷村・今在家村・徳吉村・片山村・高福村・釜口村（後の国英村）[3][10]

### 組合役場
組合役場庁舎は八上智頭八東郡役所の一隅を借りて年間12円の借用料を支払っていたが、1892年（明治25年）に役場を新築した。

### 組合村長
| 氏名       | 就任年月日             | 退任年月日                 | 備考                   |
| ---------- | ---------------------- | -------------------------- | ---------------------- |
| 川辺清六   | 1889年（明治22年）12月 | 1893年（明治26年）11月30日 | 合併後、河原村長に就任 |
| 参考文献 - |                        |                            |                        |